# 中山大学校工权益关注组
中山大学校工权益关注组是成立于2013年5月的学生组织，由广东省广州市中山大学的学生组成，小组主要通过调研的方式，为校园内包括保安、清洁工等校工争取权益。小组的行动得到包括信息时报、南都网、羊城晚报等多家媒体的报道。

## 校工权益调研
2013年5月，“中大校工权益关注组”正式成立，并同时发布了《中大校工权益调研报告》。
该调研报告涉及中山大学东、南、北三个校区的宿舍管理员、保安、清洁工、食堂工人、送水工等校工工种，有十多名大学生参与调研，调研历时一个多月。调研报告显示，中大校工平均每天工作9小时，其中宿管、保安普遍工作时长超过10个小时，但加班费用没有足额发放，导致所得工资远低于依法应得工资水平。
5月31日，小组向中山大学校长办公室递交了5000字的公开信，呼吁校长解决校工工资不透明、加班时间长、食堂外包等问题。其后，校总务处回复会监督检查工资等支付情况，且一旦发现食堂外包会给予处罚或终止合同。

## 寄信广州市总工会
6月13日，小组的发起人祥子向广州市总工会和广东省教科文卫工会寄出信件，请广州市总工会调查全广州市各高校单位校工用工状况，监督、惩处违法行为。他表示调研发现，只有14%的中山大学校工知道工会，这也是他寄信的原因之一。同时，他也给与中山大学合作的葆力物业管理有限公司的公开信，内容是调研小组认为这家公司严苛的管理、混乱的用工制度损害了校工权益。
6月17日，广州市总工会给祥子来电，表示感谢学生对校工权益的关注和对工会工作的支持，希望劳资双方、学校学生以法律为基础，用法律工具来捍卫职工权益。但因中山大学为省属高校，属广东省总工会管辖，不属于他们权责范围。

## 后续结果
6月23日，“中山大学后勤集团”在微博上回复了小组，指学校不存在不执行最低工资标准的行为；部分员工可能对最低工资标准政策理解有误等。小组随后再次质疑用工问题，而随后中山大学后勤集团再无回音。
此外，小组成员称在调研报告发布后，校工普遍受到公司威吓禁言。